# Okręg Vierzon
Okręg Vierzon (fr. Arrondissement de Vierzon) – okręg w środkowej Francji, w departamencie Cher. Populacja wynosi 73 100.

## Podział administracyjny
W skład okręgu wchodzą następujące kantony:
- Argent-sur-Sauldre,
- Aubigny-sur-Nère,
- Chapelle-d'Angillon,
- Graçay,
- Lury-sur-Arnon,
- Mehun-sur-Yèvre,
- Vierzon-1,
- Vierzon-2.